# Коржинский, Сергей Иванович
Серге́й Ива́нович Коржи́нский (26 августа [7 сентября] 1861[…], Астрахань, Астраханская губерния, Российская империя — 18 ноября [1 декабря] 1900[…], Санкт-Петербург, Санкт-Петербургская губерния, Российская империя) — русский ботаник и генетик-эволюционист, один из основоположников фитоценологии. Ввёл понятие «раса» как основной таксономической категории растений. Независимо от Х. Де Фриза и А. Кёлликера обосновал мутационную теорию («теория гетерогенезиса»), противопоставив её дарвинизму.
Действительный член Петербургской академии наук (1896). Действительный статский советник (1898).

## Биография
Сергей Коржинский родился 26 августа (7 сентября) 1861 года в Астрахани. Род Коржинских — потомственные дворяне Черниговской губернии, ведущие свой род от запорожских казаков. Отец, Иван Яковлевич Коржинский, был врачом, умер рано. Воспитанием Сергея Ивановича занималась его старшая сестра — Мария Ивановна. Также у него был брат Павел — гражданский инженер и архитектор.
В 1874 году поступил в Астраханскую классическую гимназию и в 1881 году окончил её с золотой медалью. Здесь он проявил интерес к ботанике, совершал ботанические экскурсии в районы дельты Волги. Первая его книга по ботанике была подарена гимназией за его успехи.
Поступил в Казанском университете на физико-математический факультет по разряду естественных наук, который окончил в 1885 году, при котором был оставлен для подготовки к профессорскому званию. К моменту окончания университета Коржинский опубликовал ряд научных статей о растительности Астраханского края. Уже первая научная работа студента-второкурсника Казанского университета Коржинского — «Очерк флоры окрестности г. Астрахани» (1882) — обратила на себя внимание учёных. Всё лето 1883 года он провёл в дельте Волги, следующий год посвятил исследованию спорных растений Казанской губернии, а затем — изучению северной границы чернозёмно-степной полосы.
В конце XIX века под руководством С. И. Коржинского в Казанском университете начала формироваться геоботаническая школа, сыгравшая выдающуюся роль в развитии русской ботанической географии.
26 апреля 1887 году в возрасте 26 лет защитил диссертацию «Материалы для географии, морфологии и биологии Aldrovandia vesiculosa L.» был признан магистром ботаники.
До 1888 года одарённый ботаник был приват-доцентом Казанского университета, читал курс ботанической географии, продолжал научные исследования. В дальнейшем он глубоко изучил взаимоотношения лесной и степной растительности, всесторонне исследовал условия произрастания растительности в пойме и на буграх, особенности формирования растительности заливных лугов. Он пытался распределить растения по формациям и «фациям», разработал самостоятельную классификацию типов почв на основе взаимообусловленности почвы и растительности.
Идеи Коржинского о генезисе и развитии почв лесостепи были сформулированы в его докторской диссертации «Северная граница чернозёмно-степной области восточной полосы Европейской России в ботанико-географическом и почвенном отношениях», за которую, в 1888 году удостоен степени доктора ботаники и назначен профессором в открывшийся Томский университет.
- Императорский Томский университет в день его открытия.
- Работа «Первый университет Сибири».

1 сентября 1888 года прочитал первую в истории университета лекцию — «Что такое жизнь?». Член Правления университета и попечительского комитета по дому общежития студентов.
13 сентября 1888 года начались занятия в Томском университете. После отъезда Коржинского в 1888 году в Томск, Казанскую геоботаническую школу возглавил Андрей Яковлевич Гордягин.
Первый директор Сибирского ботанического сада, устроенного при Томском университете. Совершил ряд научных экспедиций в окрестностях Томска, Барабинской и Кулундинской степям, на озеро Балхаш (1890). По заданию Восточно-Сибирского отделения Русского географического общества на Амур для изучения местной флоры и пригодности края к колонизации (1891). Его ранняя работа «Отчёт об исследовании Амурской области как земледельческой колонии» (1892) — образец экономической оценки почвенно-растительного покрова своеобразной территории Дальнего Востока и первых опытов по освоению её русским населением для нужд сельского хозяйства. Результаты его исследований были изданы в Обществом естествоиспытателей при Казанском университете.
Член-учредитель Общества естествоиспытателей и врачей при Томском университете, практиковал чтение публичных лекций. Проработал профессором университета до 1892 года.
В 1892 году Коржинского приглашают в Петербург, назначают главным ботаником Императорского ботанического сада в Санкт-Петербурге.
С 1893 года — директор Ботанического музея Академии наук, был профессором высших женских курсов.
Продолжая исследовательскую работу, посещает Полесье, Оренбургскую губернию, Среднюю Азию, Алтай (около 1895 года). и готовится к составлению большого труда «Флора России». 
Николай II, ещё будучи цесаревичем, после неудачного посещения Японии, где он был ранен, получил от отца приказ вернуться в Петербург. Возвращаясь через Сибирь, цесаревич в Томске встретился с профессором С. И. Коржинским, который показал цесаревичу гербарий растений Сибири. В это время профессор готовил издание флоры Сибири. Узнав о нехватке средств на издание, Николай из личных средств выделил необходимую сумму. 
По возвращении в Петербург цесаревич обратился к своему дяде, президенту Императорской Академии Наук, чтобы тот поспособствовал избранию Коржинского академиком. В 1896 году С. И. Коржинский был избран действительным членом Петербургской академии наук.
Работа в Петербурге не мешала ему совершать длительные исследовательские поездки. Так, в течение лета (то есть виноградного сезона — августа, сентября и части октября) 1898 и 1899 годов академик Коржинский производил исследования винограда. В Крыму он изучил 112 сортов винограда, дал им не только ботаническое описание, но и биологическую характеристику и производственную оценку видов и сортов. Результаты этих его исследований легли в основу первой «Ампелографии Крыма» (с атласом рисунков), опубликованную уже после смерти автора в 1909 году.
Немалый вклад внёс в изучение родного края. Сергей Иванович исследовал растительный мир дельты Волги и сухих степей. На этом материале им были написаны работы: «Очерк флоры окрестностей города Астрахани», «Список растений города Астрахани», «Заметки о так называемых Бэровских буграх» (1884-1886 гг.). В настоящее время в фонде «Природы» хранится гербарий «Астраханская флора», изготовленный С. И. Коржинским. Этот гербарий был подарен им Астраханскому Петровскому обществу в 1886 году. Гербарий представлен 209-ю гербарными листами, собранными в 3 тома. Несмотря на свой почтенный возраст (124 года), гербарий очень хорошо сохранился.
Книга «Северная граница чернозёмно-степной области восточной полосы Европейской России в ботанико-географическом и почвенном отношении» была подарена астраханцу Дремкову Владимиру Васильевичу в 1888 году автором, о чём свидетельствует дарственная надпись.
Книга «Ботанический атлас», изданная в 1887 году, содержит общие понятия о строении растений, основных отделах растительного царства, морфологии семенных растений, понятие о систематике растений, методики собирания и составления гербариев. Она представляет собой самостоятельный очерк, написанный по просьбе автора атласа К. Гофмана академиком Коржинским.
Академик Коржинский не дожил даже до своего 40-летия. В 1900 году он выезжал в Астраханскую губернию, где изучал способы укрепления песков растительностью, а оттуда направился в Крым. В ноябре вернулся в столицу, где скоропостижно скончался 18 ноября (1 декабря) 1900 года. Похоронен в Петербурге на Никольском кладбище Александро-Невской лавры.
Его работы были напечатаны в следующих изданиях: «Труды Казанского общества естествознания» (т. X, вып. 6; т. XIII, 4; т. XIII, 6; т. XVII, 1; т. XVI, 6; т. XVIII, 1), в приложении к «Протоколам заседаний Казанского общества естествоиспытателей»: (№ 79, 72, 75, 87), в «Botanisches Centralblatt» (1886).
Академиком Коржинским было опубликовано свыше 80 научных работ. Ему принадлежит ряд статей в Энциклопедическом словаре Брокгауза и Ефрона.
В честь Коржинского названо 45 видов и один род растений (см. ниже). Уже в 35 лет он был избран академиком Русской академии наук. Обширные работы по изучению растительности академика Коржинского создали теоретическую основу, на которой и развивалась впоследствии русская геоботаника. Одним из первых показал территориальную неустойчивость почвенно-растительных зон на Русской равнине. Явился основоположником гипотезы наступления леса на степь.

## Теория гетерогенезиса Коржинского
В начале XX века с новыми «эволюционными» теориями выступили русский ботаник С. И. Коржинский и голландский ботаник Де Фриз.
Изучая разные группы растений, Коржинский тщательно разбирал случаи обособления самоопыляющихся и клейстогамных рас, гибридогенных типов, видов растений, возникших в культуре. Изучение скачкообразных изменений («сальтаций») у растений привело Коржинского к идее о преимущественной роли скачкообразных изменений (гетерогенезиса) в эволюции и преимущественно элиминирующей (отсекающей) роли отбора в эволюции. В первом тезисе Коржинский — предшественник Де Фриза с его теорией мутаций, во втором тезисе — Коржинскому следовало множество биологов второй половины XX век.
Согласно мутационной теории, созданной Х. Де Фризом из двух категорий изменчивости — непрерывной и прерывистой (дискретной), только последняя наследственна; для её обозначения Де Фриз ввёл термин мутации. По Де Фризу, мутации могут быть прогрессивными — появление новых наследственных свойств, что равнозначно возникновению новых элементарных видов, или регрессивными — утрата какого-либо из существующих свойств, что означает возникновение разновидностей. Выводы Де Фриза опирались главным образом на наблюдения, сделанные им на растении энотера (Oenothera lamarkiana), и в своё время существенно ускорили анализ явлений изменчивости, однако развитие генетики уже в первые два десятилетия XX век опровергло все основные положения мутационной теории.
В 1899 году Коржинский выступил с работой «Гетерогенезис и эволюция», в которой изложил свои воззрения на возникновение новых видов у растений.
Коржинский описал большое число доказанных случаев внезапного возникновения единичных (не связанных с предшествующими скрещиваниями или влиянием условий произрастания) дискретных наследственных изменений у растений. Такие изменения он назвал гетерогенными вариациями, построив теорию эволюции путём гетерогенеза. Гетерогенные вариации Коржинского по смыслу ближе к современному содержанию термина «мутации», чем мутации Де Фриза.
Один из первых в России пропагандистов идей Дарвина об эволюции Тимирязев К. А. и ботаник В. И. Талиев обрушились с критикой в адрес Коржинского С. И., так же ими был дан обстоятельный критический разбор теории Де Фриза.
- Талиев В. И. о теории гетерогенеза.

Как же переносить сюда центр тяжести эволюционной теории, как допустить, что победителями в борьбе за существование выйдут слабые, с ослабленной производительностью уроды. Что же даст им перевес в борьбе за существование?
Признание основного эволюционного значения за дискретной изменчивостью и отрицание роли естественного отбора в теориях Коржинского и Де Фриза было связано с неразрешимостью в то время противоречия в эволюционном учении Ч. Дарвина между важной ролью мелких уклонений и их «поглощением» при скрещиваниях. Это противоречие было преодолено после создания современных представлений о наследственности и их синтеза с эволюционным учением, осуществлённого С. С. Четвериковым (1926).

## Семья
Жена — Ольга Михайловна Рудановская (урожд. Брылкина, 1860-1930), писательница и переводчица. Дети:
- Сын — Коржинский Дмитрий Сергеевич (1899—1985), геолог, академик АН СССР (1953).
- Дочь — Коржинская Ольга Сергеевна (1900-1976), скульптор[17].

## Печатные труды
- Коржинский С. И. Северная граница чернозёмно-степной области восточной полосы Европейской России в ботанико-географическом и почвенном отношении. I. Введение. Ботанико-географический очерк Казанской губернии // Труды Общества естествоиспытателей при Казанском университете. 1888. Т. 18, вып. 5. С. 1—253
- Коржинский С. И. Северная граница чернозёмно-степной области восточной полосы Европейской России в ботанико-географическом и почвенном отношении. II. Фитотопографические исследования в губерниях Симбирской, Самарской, Уфимской, Пермской и отчасти Вятской // Труды Общества естествоиспытателей при Казанском университете. 1891. Т. 22, вып. 6. С. 1—201
- Коржинский С. И. Флора Востока Европейской России в её систематическом и географическом соотношениях. I // Известия Томского университета. 1893. Кн. 5. С. 71—299
- Коржинский С. И. Гетерогенезис и эволюция. К теории происхождения видов. I // Записки Академии наук по физико-математическому отделению. 1899. Т. 9, № 2. С. 1—94

## Таксоны растений, названные в честь С. И. Коржинского
- Korshinskia Lipsky
- Acanthophyllum korshinskyi Schischk.
- Aconitum korshinskyi Tzvelev
- Anemonoides ×korzhinskyi Saksonov & Rakov
- Artemisia korshinskyi Krasch. ex Poljakov
- Blitum korshinskyi Litv.
- Calamagrostis korshinskyi Litv.
- Caragana korshinskii Kom.
- Carex korshinskii Kom.
- Carum korshinskii Lipsky [=Scaligeria korshinskii (Lipsky) Korovin]
- Cicer korshinskyi Lincz.
- Cornulaca korshinskyi Litv.
- Cousinia korshinskyi C.Winkl. [=Arctium korshinskyi (C.Winkl.) S.López, Romasch., Susanna & N.Garcia]
- Cyphomattia korshinskyi Lipsky [=Rindera korshinskyi (Lipsky) O.Fedtsch. & B.Fedtsch.]
- Draba korshinskyi Pohle
- Epilobium korshinskyi Morozova
- Eremurus korshinskii O.Fedtsch.
- Euphorbia korshinskyi Geltman
- Ferula korshinskyi Korovin
- Hieracium korshinskyi Zahn
- Lappula korshinskyi Popov
- Lepechiniella korshinskyi Popov
- Nepeta korshinskyi Lipsky [=Kudrjaschevia korshinskyi (Lipsky) Pojark.]
- Pimpinella korshinskyi Schischk. [=Seseli korshinskyi (Schischk.) Pimenov]
- Poa korshinskyi Tzvelev
- Prunus korshinskyi Hand.-Mazz.
- Pyrus korshinskyi Litv.
- Salsola korshinskyi Drobow [=Climacoptera korshinskyi (Drobow) Botsch.]
- Saxifraga korshinskii Kom.
- Senecio korshinskyi Krasch. [=Jacobaea korshinskyi (Krasch.) B.Nord.]
- Silene korshinskyi Schischk.
- Stipa korshinskyi Roshev.

## Память
В честь С. И. Коржинского назван мыс Коржинского в заливе Книповича ((Карское море). Этот мыс нанесён на карту и наречён в 1901 году участниками Русской полярной экспедиции.

### Комментарии
1. ↑  «В 35 лет (с 1896 года) он стал действительным членом Петербургской академии наук, в 37 лет действительным статским советником, профессор кафедры ботаники Томского университета»[4].
2. ↑  «…являлся одним из основателей сибирской ботанической школы»[4].
3. ↑  «В 1895 и 1897 годах путешествовал по Памиру, побывал в Дарвазе, Рушане и Шугнане, собрал большой гербарий, дал первое описание растительности Средней Азии (1897)»[4].
4. ↑  

Дореволюционный период исследований природы Памира связан с именами зоологов А. П Федченко и Н. А. Северцова, геологов И. В. Мушкетова и Д. Л. Иванова, ботаников О. А. Федченко, А. Э. Регеля, С. И. Коржинского, Н. И. Вавилова и др. Это были разрозненные экспедиции энтузиастов-одиночек, в советское же время они сменились планомерными исследованиями. Для изучения биологических ресурсов Памира и его освоения в 1934 году под руководством П. А. Баранова и И. А. Райковой были созданы первые научно-исследовательские станции.
— Х. Ю. Юсуфбеков. Памирский биологический институт // Природа. — Наука, 1982. — № 12. — С. 48. Архивировано 20 мая 2017 года.
5. ↑  «Опубликовал статью „Новые и более редкие растения, собранные в Туркестане летом 1895 года“, где впервые охарактеризовал четыре вида памирской флоры, найденные на Восточном Памире у перевала Кызыл-Арт и у озера Каракуль. В 1898 году появилась его самая известная работа о флоре Памира „Fragmenta florae Turkestaniae…“ с описаниями семи новых видов из Западного Памира, а также „Очерк Рошана и Шугнана с сельскохозяйственной точки зрения“»[4].